# فردیناند یکم، امپراتور مقدس روم
فردیناند یکم (به آلمانی: Ferdinand I) (زادهٔ ۱۰ مارس ۱۵۰۳ – مرگ ۲۵ ژوئیهٔ ۱۵۶۴) پادشاه اروپای مرکزی از دودمان هابسبورگ بود. او از ۱۵۵۸ میلادی امپراتور مقدس روم، از ۱۵۲۶ پادشاه بوهم و مجارستان و همچنین پادشاه کرواسی، دالماتیا، اسلوونی و به‌طور نمادین شاه صربستان، گالیسی و لودومریا بود.
امپراتوری هابسبورگ در زمان او بر بخش گسترده‌ای از اروپا فرمان می‌راند. وی بخشی از فرمانروایی‌اش را زیر نظر برادر بزرگترش کارل پنجم پادشاه اسپانیا گذراند. رویدادهای مهم دورهٔ پادشاهی او یکی جنگ‌هایی با امپراتوری عثمانی بود که در سال‌های آغازین سدهٔ شانزدهم میلادی به اروپای مرکزی تاخته‌بودند؛ و دیگری اصلاحات پروتستانی که سبب پدیدآمدن جنگ‌های چندی شد.

جملهٔ نامی زیر از اوست:
اجازه دهید عدالت اجرا شود، حتی اگر به نابودی جهان انجامد.